# استان بین فوک
استان بین فوک (به لاتین: Bình Phước Province) یک استان در ویتنام است که در منطقه جنوب شرقی ویتنام واقع شده‌است.

## خصوصیات
استان بین فوک ۶٬۸۵۷٫۳ کیلومترمربع مساحت و ۸۲۳٬۶۰۰ نفر جمعیت دارد.